# Raphaea
Raphaea is een geslacht van kevers uit de familie  
kniptorren (Elateridae).
Het geslacht is voor het eerst wetenschappelijk beschreven in 1933 door Fleutiaux.

## Soorten
Het geslacht omvat de volgende soorten:
- Raphaea nitida Fleutiaux, 1933
- Raphaea vitida Fleutiaux, 1933